# Klang, min vackra bjällra
Klang, min vackra bjällra är inledningsorden i Zacharias Topelius dikt "Respolska" publicerad första gången den 9 januari 1847 i Helsingfors Tidningar och därefter i diktsamlingen Ljungblommor II som utkom 1850. Dikten är skriven till en folkmelodi som tonsättaren Johan Fredrik Berwald använde i musiken till melodramen Läkaren av August Blanche 1845. Pjäsen gavs vintern 1846 i Helsingfors.
Sången kom tidigt att betraktas som en julsång, trots att texten inte refererar till julen, utan endast till vinter, snö och slädfärd.

## Inspelningar

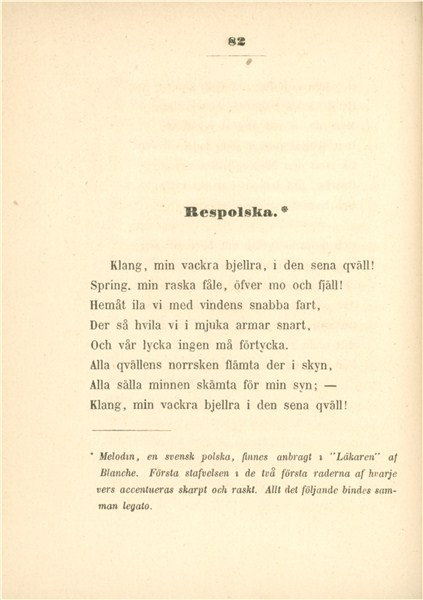
Första sidan av Respolska ur Ljungblommor, utgiven 1850.

En av de tidigaste insjungningarna på grammofon torde vara Sven-Olof Sandbergs (”Farbror Sven-Olof”) från 1927. Svensk mediedatabas upptar därtill ett 50-tal inspelningar.